# Mareanivka, Zdolbuniv
Mareanivka (în ucraineană Мар'янівка) este un sat în comuna Kopîtkove din raionul Zdolbuniv, regiunea Rivne, Ucraina.

## Demografie
Componența lingvistică a localității Mareanivka
     Ucraineană (100%)
Conform recensământului din 2001, toată populația localității Mareanivka era vorbitoare de ucraineană (100%).